# Elizabeth Monroe
Elizabeth Kortright Monroe (New York, 30 giugno 1768 – Contea di Loudoun, 23 settembre 1830) fu la moglie di James Monroe, 5º presidente degli Stati Uniti.

## Biografia
Elizabeth era la figlia di Lawrence Kortright, ufficiale dell'esercito britannico e importante mercante che perse la maggior parte delle sue fortune durante la Rivoluzione americana, e di Hannah Aspinwall-Kortright.
Suo padre era uno dei fondatori della Camera di Commercio di New York. Durante la Rivoluzione americana, è stato proprietario di diverse navi a New York, ed è stato anche documentato che aveva almeno quattro schiavi. Ha acquistato pezzi di terra in quello che è ora la contea di Delaware, New York, e dalla vendita di questa terra è stata costruita la città di Kortright.
Elizabeth fece il suo debutto in società in età precoce. È cresciuta in una famiglia con quattro fratelli più grandi: Sarah, Hester, John e Mary. Secondo i registri parrocchiali di Trinity Church, New York, la madre di Elizabeth, Hannah, è morta il 6 o 7 settembre 1777. La causa del decesso era la febbre puerperale. Un fratello non identificato di Elizabeth, morì all'età di 13 mesi a causa della febbre. Madre e neonato erano entrambi sepolti nella St. George's Chapel a New York. Al momento della loro morte, Elizabeth aveva nove anni. Suo padre non si è mai risposato.
Il 3 agosto 1778 la casa della famiglia Lawrence fu quasi distrutta dal fuoco durante un incendio che causò danni e distruzione a cinquanta abitazioni nei pressi di Cruger's Wharf nel Lower Manhattan. Uno storico poi scrisse che questo incendio era dovuto alla cattiva gestione delle truppe britanniche mentre dirigevano i vigili del fuoco.

## Matrimonio
Elizabeth conobbe il suo futuro marito a New York nel 1785 in occasione di un Congresso Continentale. James, ventisettenne, sposò Elizabeth, diciassettenne, il 16 febbraio 1786 a New York nella casa di suo padre. Il matrimonio venne celebrato dal reverendo Benjamin Moore. Dopo una breve luna di miele a Long Island, la coppia tornò a New York per andare a vivere con suo padre fino a che il Congresso non fosse terminato.
La coppia ebbe tre figli: 
- Eliza Kortright Monroe-Hay[9] (1786-27 gennaio 1840), sposò George Hay
- James Spence Monroe (1799-1800)[10];
- Maria Hester Monroe-Governeur (1802– 20 giugno 1850)[11], sposò Samuel L. Gouverneur[12].

### Moglie dell'ambasciatore
Nel 1794, Monroe è stato nominato ambasciatore degli Stati Uniti in Francia dal presidente George Washington. A Parigi, come moglie dell'ambasciatore americano durante il regno del terrore, ha aiutato a garantire il rilascio di Madame La Fayette, moglie del marchese de la Fayette, quando ha appreso della sua prigionia. I Monroe, inoltre, fornirono sostegno e riparo al cittadino americano Thomas Paine a Parigi, dopo essere stato arrestato per la sua opposizione all'esecuzione di Luigi XVI. Mentre in Francia, la figlia di Monroe, Eliza è diventata un'amica di Hortense de Beauharnais, e entrambe le ragazze hanno ricevuto la loro istruzione presso la scuola di Madame Jeanne Campan, che era stata una consulente per l'etichetta di corte di Maria Antonietta. Questa relazione ha portato ad una amicizia tra la famiglia di Napoleone Bonaparte e i Monroe. Monroe è stato rimosso dal suo incarico nel 1796, a causa del suo sostegno alla Francia in opposizione al Trattato Jay.

### Moglie del Governatore
I Monroe tornarono in Virginia, dove divenne governatore. Durante quel periodo, Elizabeth ha sofferto la prima di una serie di crisi e crolli (probabilmente epilessia), limitando le attività sociali e che peggiorano per il resto della sua vita. 

### Vita in Gran Bretagna
Nel 1803, il presidente Jefferson nominò Monroe ambasciatore degli Stati Uniti in Gran Bretagna e in Spagna. Elizabeth trovò il clima sociale meno favorevole di quello in Francia, probabilmente perché la società britannica risentiva del rifiuto degli Stati Uniti di allearsi contro la Francia nonostante il cambiamento governativo. Nel 1804, Monroe fu un inviato speciale in Francia per negoziare l'acquisto della Louisiana, oltre a restare l'ambasciatore in Gran Bretagna e in Spagna. Nello stesso anno furono invitati a partecipare all'incoronazione di Napoleone Bonaparte a Parigi, nell'ambito della delegazione ufficiale americana.

### Ritorno in Virginia e a Washington
Nel 1807 ritornarono in Virginia. Monroe vinse l'elezione e fece ritorno alla Virginia House of Delegates e ha anche ripreso la sua carriera legale. Nell'aprile 1811 venne nominato segretario di Stato e senatore. 
Durante la guerra del 1812, Monroe venne nominato segretario di guerra nel settembre del 1814 dopo che gli inglesi avevano invaso la capitale e bruciato la Casa Bianca. Monroe si è dimesso come segretario di Stato il 1 ottobre ma non venne nominato nessun successore, quindi ha gestito entrambi gli uffici dal 1 ottobre 1814 al 28 febbraio 1815.

## First Lady
Elizabeth ha iniziato il suo mandato come First Lady il 4 marzo 1817, quando suo marito ha iniziato il suo primo mandato come quinto presidente degli Stati Uniti. Tuttavia, la Casa Bianca era ancora in fase di ricostruzione, quindi Elizabeth visse tra la loro residenza privata e Octagon House.. Poiché tutti gli arredi della Casa Bianca erano stati distrutti, i Monroe portarono alcuni dalle loro residenze private. Suo marito è stato rieletto a un secondo mandato nel 1820, pertanto rimase nel suo ruolo di First Lady fino al 3 marzo 1825.
Durante il mandato di suo marito, Elizabeth non affascinò la società di Washington. Insieme alla figlia cercò di creare un ambiente più esclusivo, riflettendo le usanze francesi. Durante le sue crisi, alcune delle funzioni sociali sono state svolte dalle sue figlie.

## Morte
Terminato il periodo presidenziale, Elizabeth si è trovata di fronte a considerevoli debiti nei loro anni di servizio pubblico. Monroe vendette la sua piantagione, Highland nella contea di Albemarle per pagare i debiti, e entrambi si ritirarono a Oak Hill nella contea di Loudoun, più vicina a Washington e alla loro figlia Eliza e suo marito.
Morì nella mansione di famiglia Oak Hill all'età di 62 anni, e venne sepolta all'Hollywood Cemetery a Richmond, Virginia.
Attraverso la madre, è una lontana cugina del presidente Franklin D. Roosevelt. (La nonna paterna di Franklin D. Roosevelt, Rebecca Aspinwall Roosevelt, era la cugina di primo grado di Elizabeth Monroe).